# MED14
La proteína mediadora de la transcripción de la subunidad 14 de la ARN polimerasa II (MED14) es una enzima que, en humanos, es codificada por el gen med14.
La activación de la transcripción genética es un proceso complejo que es puesto en funcionamiento por factores que reconocen sitios potenciadores de la transcripción en el ADN. Estos factores actúan en connivencia con proteínas coactivadoras para iniciar directamente la transcripción por medio de la ARN polimerasa II. La proteína MED14 es una subunidad del complejo CRSP (cofactor requerido para la activación de SP1), el cual, junto con TFIID, es requerido para que tenga lugar una activación eficiente de SP1. MED14 también es uno de los componentes de otros complejos, como el que forma el receptor de hormona tiroidea con sus proteínas asociadas, lo cual facilita la función del receptor sobre el ADN, donde actúa en conjunto con otros factores y cofactores de iniciación. MED14 contiene una señal de localización nuclear. El gen med14 es conocido por ser capaz de escapar a la inactivación del cromosoma X.

## Interacciones
La proteína MED14 ha demostrado ser capaz de interaccionar con:
- PPARGC1A[4]
- Receptor de estrógeno alfa[5]
- STAT2[6]
- Cdk8[7][8]
- Receptor de glucocorticoides[9]
- Factor nuclear de hepatocito 4 alfa[10][11]